# National Action

Drapeau de l'Action nationale.

National Action est une organisation politique anglaise d'extrême droite néo-nazie et terroriste,,  formée en 2013 et issue du mouvement de jeunesse du British National Party.
Elle défend des idées antisémites, homophobes et islamophobes, et prône le recours à la violence.

## Accusations
En mai 2023, le groupe est accusé d'avoir envoyé une menace de mort à la présentatrice India Willoughby (en) ainsi qu'à la chercheuse Shola Mos-Shogbamimu (en).